# Joan Golobart
Joan Golobart Serra (Barcelona, España, 12 de enero de 1961) es un exfutbolista español que se desempeñaba como centrocampista. Es el padre del también futbolista Román Golobart.

## Clubes
| Club                     | País   | Año       |
| ------------------------ | ------ | --------- |
| CE L'Hospitalet          | España | 1980-1983 |
| C. E. Sabadell F. C.     | España | 1984-1985 |
| CE L'Hospitalet (cedido) | España | 1985      |
| R. C. D. Español         | España | 1985-1990 |